# Brasil na Copa do Mundo FIFA de 1950
A edição de 1950 da Copa do Mundo marcou a quarta participação da Seleção Brasileira de Futebol nessa competição. Era a primeira vez que o país sediaria o torneio da FIFA.
Nesta edição o Brasil se tornou o único país a ter participado de todas as edições do torneio (marca que perduraria desde então), já que nenhuma das outras três seleções que disputaram os três Mundiais da década de 1930 participou; Bélgica e Romênia não se inscreveram para as Eliminatórias, e a França foi eliminada pela Iugoslávia; apesar de posteriormente convidados para cobrir a vaga da Escócia, que se classificou mas se recusou a participar do torneio, os franceses também optaram por ficar fora da Copa.
O Brasil desfrutava de um clima de otimismo durante a competição. Havia conquistado o Campeonato Sul-Americano de Futebol de 1949, troféu que colocou fim a uma longa seca brasileira, que não conquistava a competição desde a edição de 1922. Além de ter feitos maciços investimentos na Copa do Mundo, construindo o maior estádio do mundo na época, o Maracanã.
O treinador foi Flávio Costa e o capitão Augusto. O Brasil terminou com o vice campeonato após o famoso jogo conhecido como Maracanaço.

## Preparação
O Brasil teve sua candidatura aprovada pela FIFA em 1946. Inicialmente, o Brasil solicitou que a Copa ocorresse em 1949, mas devido a problemas logísticos, em 1947, definiu-se que a Copa ocorreria em 1950. Mesmo assim, diversas seleções desistiram de participar do mundial.
A seleção brasileira foi convocada quatro meses antes da Copa do Mundo e ficou concentrado na cidade mineira de Araxá. Após o período de preparação foram dispensados: Mauro, Pinga, Brandãozinho, Ipojucan e Tesourinha. Os três primeiros viriam a participar da Copa do Mundo de 1954, enquanto Mauro viria também a ser o capitão do bicampeonato mundial. Mauro perdeu sua posição em duelo com Adãozinho, segundo o Globo Sportivo: "Mas surgiu uma oportunidade para um teste interessante. O match treino contra os gaúchos poderia permitir uma competição entre Mauro e Adãozinho, o zagueiro paulista que vinha cumprindo boas performances. (...). Mas Mauro perdeu a última chance. Adãozinho destacou-se na seleção gaúcha e venceu a competição com larga vantagem de pontos. Passou por Mauro sempre que quis, burlando-o, confundindo-o, desiludindo-o". 
A ponta-direita foi referida como um problema: "Maneca veio, inicialmente resolver o problema da ponta direita. Tanto Tesourinha quanto Friaça, os elementos convocados, não se apresentaram em condições. Participaram dos treinos, mas jamais deixaram transparecer suas possibilidades para a inclusão no plantel. Falharam muito, erraram muito". Para o Jornal dos Sports, Tesourinha foi preterido devido à sua condição física: "o atacante gaúcho tem um joelho que o tem impedido de produzir à altura de suas verdadeiras possibilidades técnicas. Assegura-se, inclusive, que haverá a necessidade de extração de um dos meniscos". No mesmo sentido, O Cruzeiro: "Tesourinha ainda não conseguiu entrar em plena forma. Está gordo, o que dificulta o seu desenvolvimento dentro da cancha".  Como Tesourinha foi titular na conquista do sul-americano no ano anterior, o Jornal dos Sports descreveu após a Copa do Mundo: "Hoje ainda é lamentada a ausência de Tesourinha no scratch brasileiro de 1950. O seu ingresso no Vasco depois de longa batalha contra o Internacional foi festejada por toda a torcida, que julgava resolvida assim o problema da ponta direita da seleção brasileira. (...). Mas Tesourinha não foi feliz tendo de abandonar os treinos para a Copa do Mundo devido a fratura do menisco. (...). Quando se recorda o que fez Tesourinha no Campeonato Sul-Americano de Futebol de 1949 parece ter sido uma perda sensível para o team. Mas lembramo-nos também de  45 no Chile, o mesmo Tesourinha falhou na peleja contra os argentinos perdendo duas ou três oportunidades de ouro para inverter a marchem da contagem".
Para David Nasser, Barbosa foi escolhido no lugar de Castilho pela "experiência de keeper paulista do Vasco". Augusto foi escolhido porque Nilton Santos "esta contundido e Augusto passa por período aziago". Juvenal "tem mais classe" que Nena. Bauer é "infinitamente" melhor que Eli. Bigode superou Noronha pela "valentia, arrojo" e Rui "não é nem sombra daquele magnifico distribuidor". Na ponta-direita, com Tesourinha recém-operado, Maneca foi deslocado porque Friaça não correspondeu. E o trio de atacantes "não admite discussões. Três bons chutadores. Três bons controladores. Três valentes, dinâmicos infiltradores. Zizinho é o cérebro, o homem das jogadas inteligentes, terror das defesas por seus passes ilógicos, mas certos. Ademir é o oportunista, o homem das arrancadas fulminantes, e artilheiro. E Jair, além do canhão, joga com tal sabedoria que parece fazer com os pés o que Manuel Bandeira faz com os versos. Liga a defesa e o ataque, está em toda parte, e é uma permanente ameaça. Seu tiro é o mais possante".
A produção da ofensiva brasileira nas três Copas Américas do período (1945, 1946 e 1949):
| Pos. | Jogador           | Jogos | Gols | Assistências | Participações em Gols |
| ---- | ----------------- | ----- | ---- | ------------ | --------------------- |
| 1    | Jair Rosa Pinto   | 16    | 13   | 10           | 23                    |
| 2    | Zizinho           | 18    | 12   | 9            | 21                    |
| 3    | Tesourinha        | 15    | 8    | 8            | 16                    |
| 4    | Heleno de Freitas | 10    | 9    | 5            | 14                    |
| 5    | Ademir de Menezes | 15    | 10   | 2            | 12                    |

A base da equipe era o Vasco da Gama treinado por Flávio Costa, o mesmo técnico da seleção. O time apelidado de Expresso da Vitória ganhou cinco campeonatos cariocas e foi o primeiro time brasileiro a ganhar um título internacional. Já havia servido de base na conquista do Campeonato Sul-Americano de Futebol de 1949.
Apesar do clima de otimismo, o Brasil já havia amargado a decepção de ser derrotado em casa no primeiro jogo decisivo do Campeonato Sul-Americano de Futebol de 1949 para o Paraguai, obrigando uma partida de desempate. E havia feito jogos parelhos contra a Uruguai na decisão da Copa Rio Branco de 1950, dois meses antes do mundial.

## Campanha
Na primeira fase, o Brasil estreou vencendo por 4 a 0 o México. Segundo o Jornal dos Sports: "Tudo saiu de acordo com as melhores expectativas. Havia gente que pensava que o Estádio não encheria e o Estádio se encheu. Os claros ficaram apenas nas cadeiras numeradas. (...) O Presidente da República chegou ao Estádio com a pontualidade do rei da Inglaterra. (...) Certo nervosismo dos jogadores brasileiros deve ser levado em conta da grandeza do Estádio. (...) E mesmo assim a vitória brasileira foi cômoda". O jornal enalteceu a atuação de Jair da Rosa Pinto: "Jair por si só foi um espetáculo. Correu em campo como um novo, com a vantagem de uma classe que dificilmente pode ser superada. Era o mesmo Jair do sul-americano e daquele Flamengo e Arsenal. O jogador por excelência do scratch". Os gols foram de Ademir no rebote do goleiro mexicano, Jair após passe de Danilo, Baltazar de cabeça em escanteio cobrado por Ademir, e Ademir em passe de Jair.
Na segunda partida, por ocorrer em São Paulo, o técnico Flávio Costa montou uma escalação com jogadores paulistas e a equipe empatou por 2 a 2 com a Suiça. "Faltou tudo ao scratch brasileiro: principalmente espírito de luta" assinalou o Jornal dos Sports. "Os suíços atacaram pouco. No segundo tempo apenas foram seis vezes à área brasileira, enquanto os brasileiros chegaram trinta e seis vezes à área suíça. (...). O tempo fôra desperdiçado em um domínio inútil de bola para lá e para cá, de passes repetidos. O scratch brasileiro dominava sem avançar. E sem poder recuar para os contra-ataques suíços, um deles provocou o empate. Lá atrás ficavam Augusto, Juvenal e Noronha. Três defensores brasileiros contra três atacantes suíços. Mas os três defensores brasileiros e os três atacantes suíços em toda a largura do campo". Alfredo em jogada de Ademir e Baltazar em cruzamento de Friaça. Os gols suiços foram de Patton.
A última partida da primeira fase foi a vitória de 2 a 0 sobre a Iugoslávia, jogo que marcou a volta de Zizinho, lesionado nas duas primeiras partidas. Zizinho deu a assistência para o primeiro gol e marcou o segundo em passe de Danilo. Mário Filho: "Foi uma vitória perfeita e merecida. O time brasileiro não se reabilitou apenas: cresceu como candidato ao título de campeão do mundo. Após o jogo, o goleiro iugoslavo Srđan Mrkušić declarou que Ademir era "o melhor do mundo" e o treinador Milorad Arsenijević alegou que o segredo do Brasil era Danilo Alvim, um jogador extraordinário.
O Brasil adotou o 3-2-2-3, chamado de W-M. No início da Copa se utilizou uma variação, a "diagonal" de Flávio Costa, um W-M "torto" em que Ademir de Menezes foi improvisado como meia e Baltazar, de centrovante. Devido a característica de Ademir, de jogar mais à frente, o W-M ficava "torto", sendo chamado de diagonal por Flavio Costa. Com a volta de Zizinho, Ademir de Menezes assumiu a centroavância e o Brasil passou a jogar no W-M clássico.
No triangular final, o Brasil começou arrasador derrotando a Suécia por 7 a 1. O escritor francês André Maurois presenciou o jogo e declarou: "Nunca vi um football tão bonito. É uma maravilha". Mário Filho: "Os críticos estrangeiros estão vendo o match Brasil e Suécia melhor que os brasileiros. Para eles a vitória do Brasil é um acontecimento do football mundial. Uma verdadeira revelação. (...) Os críticos estrangeiros estão convencidos que qualquer conjunto no mundo sofreria nesse match o mesmo destino dos suecos". Os jogadores brasileiros ganharam cinco mil cruzeiros pela vitória. Os gols foram marcados por Ademir em passe de Jair. 1 a 0. Zizinho para Ademir. 2 a 0. Ademir para Chico. 3 a 0. Zizinho para Ademir. 4 a 0. Jair par Zizinho. 5 a 0. Jair para Ademir. 6 a 0. Penalti de Bigode em Palmer. Os jogadores brasileiros reclamaram que foi fora da área. Andersson  bateu e fez 6 a 1. Zizinho para Chico fechar o placar. 7 a 1.
Contra a Espanha, o Jornal dos Sports previu: "O mais difícil obstáculo". O Brasil venceria por 6 a 1, desempenho elogiado pela imprensa internacional. A atuação de Zizinho foi especialmente elogiada. Willy Meisl correspondente inglês do World Sport descreveu: "Não se trata apenas de um craque, dos muitos craques que andam espalhados pelo mundo. Zizinho é um gênio. Um homem que possui todas as qualidades que podem ser idealizadas para que um profissional chegue perto da perfeição." Giordano Fattori, repórter da La Gazzetta dello Sport assim descreveu a atuação de Zizinho: "Na partida entre Brasil e Espanha aconteceu tudo que se poderia imaginar teoricamente no futebol. Houve ciência, arte, balé e até jogadas circenses. Porém entre os onze jogadores desse time mágico do Brasil, um se destacava. Era Zizinho, o maestro da equipe. Seu futebol fazia recordar Leonardo da Vinci pintando alguma coisa excepcional. Um Da Vinci criando obras primas com os pés no imenso gramado do Maracanã". Jair para Ademir. 1 a 0. Ademir para Jair. 2 a 0. Friaça chutou, a bola bateu na defesa e sobrou para Chico. 3 a 0. Ademir para Chico. 4 a 0. Zizinho para Ademir. 5 a 0. Ademir para Zizinho. 6 a 0. Igoa descontou para os espanhóis.
Bastaria um empate contra a Uruguai no Maracanã para garantir o título. A certeza da vitória do Brasil era tão grande que o jornal vespertino A Noite, do Rio, estampou na véspera a manchete, acima da foto do time do Brasil posado: "Estes são os campeões do mundo".

## Final
O Brasil jogava por um empate para ser campeão mundial. Aos uruguaios, que haviam arrancado da Espanha um empate de 2 a 2 e conseguido uma vitória suada de 3 a 2 sobre a Suécia, sobrava apenas vencer para conquistar a taça.
Ao entrar no gramado do Estádio do Maracanã, naquele 16 de julho de 1950, brasileiros e uruguaios encontraram o maior público já visto para uma partida de futebol: 174 mil pagantes, somados a uma estimativa de 50 mil penetras, número que não pôde ser precisado porque as catracas do estádio quebraram. Havia entre 200 mil e 220 mil pessoas presentes.
Aos 2 minutos do segundo tempo, Zizinho toca para Friaça na ponta-direita, que nas costas de Víctor Rodríguez Andrade, sai na cara do gol. O bandeirinha marca impedimento. O juiz nada marca. Friaça toca à direita do goleiro Roque Máspoli. Gol do Brasil, 1 a 0. Bombas e rojões estouram dentro do estádio, que vira um carnaval. Obdúlio Varela, capitão uruguaio, prende a bola nos braços e bate boca com o zagueiro Augusto do Brasil, com o árbitro e com o bandeira alegando impedimento, parando o jogo por 2 minutos, e acalmando seus colegas assustados. Aos 21 minutos do segundo tempo, Varela lançou Alcides Ghiggia na ponta-direita, o qual venceu o lateral-esquerdo Bigode na corrida e cruzou à meia altura. Juan Alberto Schiaffino tentou emendar de primeira no canto direito de Barbosa. Pegou mal, errou, mas a bola entrou à direita do goleiro brasileiro. Uruguai empata o jogo em 1 a 1.
O inesperado empate choca os torcedores brasileiros. A torcida silencia. 200 mil almas em silêncio, murmúrios, um silêncio ensurdecedor que acaba psicologicamente com o time brasileiro. Aos 34, Julio Pérez e Ghiggia saem tabelando pela ponta direita em cima de Bigode. Pérez lança então o ponta, que vence Bigode na corrida e sai na cara de Barbosa. O goleiro brasileiro espera novo cruzamento como no primeiro gol e se adianta para cortar. Ghiggia vê uma brecha entre o goleiro e sua trave esquerda e chuta. Uruguai 2 a 1. 
Às 16h50, o árbitro apita o fim do jogo. Schubert Gambetta segura a bola. Alguns brasileiros pedem pênalti. Os uruguaios ficam loucos: pulam, dão cambalhotas, Varela sai gritando em meio a uma multidão de zumbis aos prantos. O Uruguai é campeão do mundo.

## Numeração e Convocados
A numeração dos jogadores começou a ser usada nesta copa, para ajudar na identificação dos atletas. Como as substituições não estavam previstas nas regras até 1970, e nem havia numeração fixa para os atletas, a Seleção Brasileira adotou que os jogadores que entrassem em campo sempre seriam numerados de 1 a 11, conforme a tradição da pirâmide invertida (2 zagueiros - 3 médios -5 atacantes), apesar do time de Flávio Costa já atuar no WM em diagonal.
A partir de 1954, a numeração dos 22 jogadores seria fixa, durante todo o torneio.
Para dirimir qualquer dúvida, postamos abaixo a numeração adotada a cada jogo pela Seleção:
Jogo 1 (Brasil x México): 1 – Barbosa, 2 – Augusto, 3 – Juvenal, 4 – Ely, 5 - Danilo Alvim, 6 – Bigode, 7 – Maneca, 8 - Ademir Menezes, 9 – Baltazar, 10 - Jair R. Pinto, 11 – Friaça.
Jogo 2 (Brasil x Suíça): 1 – Barbosa, 2 – Augusto, 3 – Juvenal, 4 – Bauer, 5 – Ruy, 6 – Noronha, 7 – Alfredo, 8 – Maneca, 9 – Baltazar, 10 - Ademir Menezes, 11 - Friaça.
Jogo 3 (Brasil x Iugoslávia): 1 – Barbosa, 2 – Augusto, 3 – Juvenal, 4 – Bauer, 5 - Danilo Alvim, 6 – Bigode, 7 – Maneca, 8 – Zizinho, 9 - Ademir Menezes, 10 - Jair R. Pinto, 11 – Chico.
Jogo 4 (Brasil x Suécia): 1 – Barbosa, 2 – Augusto, 3 – Juvenal, 4 – Bauer, 5 - Danilo Alvim, 6 – Bigode, 7 – Maneca, 8 – Zizinho, 9 - Ademir Menezes, 10 - Jair R. Pinto, 11 – Chico.
Jogo 5 (Brasil x Espanha): 1 – Barbosa, 2 – Augusto, 3 – Juvenal, 4 – Bauer, 5 - Danilo Alvim, 6 – Bigode, 7 – Friaça, 8 – Zizinho, 9 - Ademir Menezes, 10 - Jair R. Pinto, 11 – Chico.
Jogo 6 (Brasil x Uruguai): 1 – Barbosa, 2 – Augusto, 3 – Juvenal, 4 – Bauer, 5 - Danilo Alvim, 6 – Bigode, 7 – Friaça, 8 – Zizinho, 9 - Ademir Menezes, 10 - Jair R. Pinto, 11 – Chico.
Portanto, o primeiro Camisa 9 a atuar na seleção foi Baltazar (e não Bigode, como muitos erroneamente divulgaram). Da mesma maneira, o primeiro Camisa 10 foi Jair Rosa Pinto (e não Danilo, idem).
| Relação / Nome | Relação / Nome    | Clube                         | Data de Nascimento | Internacionais |
| Goleiros       | Goleiros          | Goleiros                      | Goleiros           | Goleiros       |
| -------------- | ----------------- | ----------------------------- | ------------------ | -------------- |
| -              | Moacyr Barbosa    | Vasco da Gama                 | 27.03.1921         | 17(0)          |
| -              | Castilho          | Fluminense                    | 27.11.1927         | 29 (0)         |
| Defesa         |                   |                               |                    |                |
| -              | Augusto           | Vasco da Gama                 | 22.04.1934         | 20 (1)         |
| -              | Bigode            | Flamengo                      | 04.04.1922         | 11 (0)         |
| -              | Ely               | Vasco da Gama                 | 14.05.1921         | 19 (0)         |
| -              | Juvenal           | Flamengo                      | 23.11.1923         | 9 (0)          |
| -              | Nena              | Sport Club Internacional      | 11.07.1923         | 2 (0)          |
| -              | Nílton Santos     | Botafogo de Futebol e Regatas | 16.05.1925         | 75 (3)         |
| Meio-Campo     |                   |                               |                    |                |
| -              | Alfredo           | Vasco da Gama                 | 01.01.1920         | 6 (1)          |
| -              | Bauer             | São Paulo Futebol Clube       | 21.11.1925         | 29 (0)         |
| -              | Danilo            | Vasco da Gama                 | 03.12.1920         | 25 (?)         |
| -              | Noronha           | São Paulo Futebol Clube       | 25.09.1918         | 9 (0)          |
| -              | Rui               | São Paulo Futebol Clube       | 02.08.1920         | 30 (2)         |
| -              | Zizinho           | Bangu AC                      | 14.09.1922         | 53 (30)        |
| Atacantes      |                   |                               |                    |                |
| -              | Adãozinho         | Sport Club Internacional      | 02.04.1923         | 3 (0)          |
| -              | Ademir de Menezes | Vasco da Gama                 | 08.11.1922         | 41 (35)        |
| -              | Baltazar          | Corinthians                   | 14.01.1926         | 31 (18)        |
| -              | Chico             | Vasco da Gama                 | 07.01.1922         | 21 (8)         |
| -              | Friaça            | São Paulo Futebol Clube       | 20.10.1924         | 13 (1)         |
| -              | Jair              | Palmeiras                     | 21.03.1921         | 49 (24)        |
| -              | Maneca            | Vasco da Gama                 | 28.01.1926         | 7 (1)          |
| -              | Rodrigues         | Fluminense                    | 27.06.1925         | 18 (5)         |
| Técnico        |                   |                               |                    |                |
|                | Flávio Costa      |                               | 14.09.1906         |                |

## A Copa

### Primeira Fase: Grupo 1
| Time       | Pts | J | V | E | D | GF | GS | SG |
| ---------- | --- | - | - | - | - | -- | -- | -- |
| Brasil     | 5   | 3 | 2 | 1 | 0 | 8  | 2  | 6  |
| Iugoslávia | 4   | 3 | 2 | 0 | 1 | 7  | 3  | 4  |
| Suíça      | 3   | 3 | 1 | 1 | 1 | 4  | 6  | -2 |
| México     | 0   | 3 | 0 | 0 | 3 | 2  | 10 | -8 |

| 24 de junho de 1950 15:00 | Brasil                                | 4–0 | México | Rio de Janeiro, Estádio Jornalista Mário Filho Árbitro: Reader ( Inglaterra) Público: +81 000 |
|                           | Ademir 31', 79' Jair 65' Baltazar 71' |     |        |                                                                                               |

| 28 de Junho de 1950 15:00 | Brasil                  | 2–2 | Suíça           | São Paulo, Estádio do Pacaembu Árbitro: Azon ( Espanha) Público: +42 000 |
|                           | Alfredo 3' Baltazar 43' |     | Patton 17', 88' |                                                                          |

| 1º de julho de 1950 15:00 | Brasil                | 2–0 | Iugoslávia | Rio de Janeiro, Estádio do Maracanã Árbitro: Griffiths ( País de Gales) Público: +142 000 |
|                           | Ademir 4' Zizinho 89' |     |            |                                                                                           |

### Fase Final: Quadrangular
| Time    | Pts | J | V | E | D | GF | GS | SG |
| ------- | --- | - | - | - | - | -- | -- | -- |
| Uruguai | 5   | 3 | 2 | 1 | 0 | 7  | 5  | 2  |
| Brasil  | 4   | 3 | 2 | 0 | 1 | 14 | 4  | 10 |
| Suécia  | 2   | 3 | 1 | 0 | 2 | 6  | 11 | -5 |
| Espanha | 1   | 3 | 0 | 1 | 2 | 4  | 11 | -7 |

| 9 de julho de 1950 15:00 | Brasil                                              | 7–1 | Suécia            | Rio de Janeiro, Estádio do Maracanã Arbitro: Eliis ( Inglaterra) Público: +138 000 |
|                          | Ademir 17', 36', 52', 58' Chico 39', 88' Maneca 85' |     | Andersson 67' pen |                                                                                    |

| 13 de julho de 1950 15:00 | Brasil                                              | 6–1 | Espanha       | Rio de Janeiro, Estádio do Maracanã Arbitro: Leafe ( Países Baixos) Público: +152 000 |
|                           | Ademir 15', 57' Jair 21' Chico 31', 55' Zizinho 67' |     | Silvestre 71' |                                                                                       |

| 16 de julho de 1950 15:00 | Uruguai                    | 2–1 | Brasil     | Rio de Janeiro, Estádio do Maracanã Árbitro: George Reader ( Inglaterra) Público: 199,854 |
|                           | Schiaffino 66' Ghiggia 79' |     | Friaça 47' |                                                                                           |

### Goleadores
| N.° | Jogador           | Gols | PJ |
| --- | ----------------- | ---- | -- |
| 1.° | Ademir de Menezes | 9    | 6  |
| 2.° | Chico             | 4    | 4  |
| 3.° | Baltazar          | 2    | 2  |
|     | Jair              | 2    | 5  |
|     | Zizinho           | 2    | 4  |
| 4.° | Alfredo           | 1    | 1  |
|     | Friaça            | 1    | 4  |
|     | Maneca            | 1    | 4  |

## Assistências
| N.° | Jogador           | Assistências | PJ |
| --- | ----------------- | ------------ | -- |
| 1.° | Ademir de Menezes | 6            | 6  |
|     | Zizinho           | 6            | 4  |
| 2.° | Jair              | 5            | 5  |
| 3.° | Danilo Alvim      | 2            | 5  |
| 4.° | Friaça            | 1            | 4  |